# Federico Moccia
Federico Moccia, född 1963 i Rom, är en italiensk författare. Innan hans romaner slog igenom arbetade han som regissör och manusförfattare på TV. Hans böcker är inte översatta till svenska.
Han romaner har blivit storsäljare både i hans hemland Italien samt andra europeiska länder såsom Spanien. Flera av böckerna har också filmatiserats. Moccia har då själv regisserat dessa filmer.
När han först bestämde sig för att publicera sin roman fick han avslag av alla förlag han vände sig till. Därefter publicerade han själv romanerna.

## Skönlitteratur
- Tre metri sopra il cielo, 1992
- Ho voglia di te, 2006
- Scusa ma ti chiamo amore, 2007
- Cercasi Niki disperatamente, 2007
- La passeggiata, 2007
- Amore 14, 2008
- Scusa ma ti voglio sposare, 2009